# Дерюгіна Альбіна Миколаївна
Альбі́на Микола́ївна Дерю́гіна (16 березня 1932, Макіївка — 29 березня 2023, Київ) — українська тренерка з художньої гімнастики.
Працювала в СДЮШ олімпійського резерву з художньої гімнастики, була старшою тренеркою, директоркою; головною тренеркою збірної команди України, членкинею виконкому НОК України.
Заслужений тренер України. Заслужений тренер СРСР. Заслужений працівник культури УРСР. Суддя міжнародної категорії. Заслужений працівник фізичної культури і спорту України. Мати Ірини Дерюгіної.

## Біографія
Освіта: Дніпропетровський технікум фізичної культури; Київський інститут фізичної культури.
Працювала тренеркою у Київському політехнічному інституті, в ДСС «Спартак». З 1986 — президентка Федерації художньої гімнастики.
За роки роботи тренеркою (спочатку збірної СРСР, потім збірної України) Дерюгіна виховала низку олімпійських чемпіонок, чемпіонок світу та Європи. Серед них: Ольга Щеголева, Ольга Плохова, Вікторія Сірих, Людмила Євтушенко, Ірина Дерюгіна, Олександра Тимошенко, Оксана Скалдіна, Еліна Хозлу, Тамара Єрофеєва, Ганна Безсонова, Наталія Годунко, Ганна Різатдінова.
З 1986 року — президентка Федерації художньої гімнастики. У Києві Альбіною Дерюгіною була організована школа художньої гімнастики «Школа Дерюгіних», яка набула світової популярності і працює під управлінням Альбіни та Ірини Дерюгіних.
Померла 28 березня 2023 року у віці 91 року в Києві. Була похована 1 квітня поруч із чоловіком на Байковому кладовищі (ділянка № 33).

## Нагороди
- Звання «Герой України» з врученням ордена Держави (15 березня 2002) — за визначні особисті заслуги перед Українською державою у розвитку спорту, створення національної школи художньої гімнастики[6]
- Орден «За заслуги» II ст. (16 березня 2012) — за значні особисті заслуги у розвитку вітчизняної художньої гімнастики, утвердження міжнародного спортивного авторитету Української держави, вагомі професійні здобутки[7]
- Почесна відзнака Президента України (12 вересня 1995) — за видатні спортивні здобутки, особистий внесок в утвердження авторитету і світового визнання українського спорту[8]
- Орден княгині Ольги II ст. (11 вересня 2021) — за значний особистий внесок у розвиток олімпійського руху в Україні, багаторічну плідну професійну діяльність та з нагоди 30-річчя створення Національного олімпійського комітету України[9]
- Орден княгині Ольги III ст. (25 липня 2013) — за значний особистий внесок у розвиток студентського спорту, підготовку спортсменів міжнародного класу, забезпечення високих спортивних результатів національної збірної команди України на XXVII Всесвітній літній Універсіаді в Казані[10]
- Заслужений працівник фізичної культури і спорту України (7 вересня 2001) — за значний особистий внесок у розвиток фізичної культури і спорту в Україні, вагомі спортивні і трудові досягнення[11]
- Національна легенда України (2023, посмертно)[12]
- Ордени Трудового Червоного Прапора, «Знак Пошани».
- Медаль «За доблесний труд. На ознаменування 100-річчя з дня народження В. І. Леніна», «В пам'ять 1500-річчя Києва».
- Медаль «За підготовку майстрів спорту».
- Почесна Грамота Президії ВР УРСР.
- Золотий диплом президента НОК Росії.
- Знак пошани Київської міськдержадміністрації.
- Почесна відзнака НОК України.
- Лауреатка Всеукраїнської премії «Жінка ІІІ тисячоліття» в номінації «Знакова постать» (2006).